# Bossay-sur-Claise
Bossay-sur-Claise est une commune française du département d'Indre-et-Loire, en région Centre-Val de Loire.

## Géographie

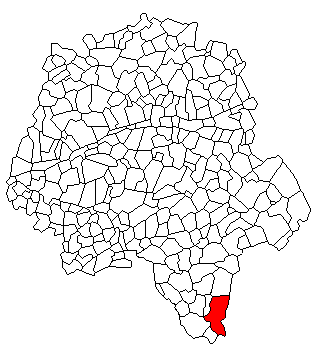
Bossay-sur-Claise en Indre et Loire.

### Situation
Bossay-sur-Claise est une commune d'Indre-et-Loire, elle appartient au canton de Preuilly-sur-Claise et fait partie de la communauté de communes de la Touraine du Sud. Le village se situe dans la vallée de la Claise.
La commune s'étend sur 65 km2 (3e commune du département pour la superficie, 559e au niveau national), soit 6 556 hectares. Elle compte plusieurs zones forestières (1 424 hectares de bois), principalement la forêt de Preuilly et le bois de Vinceuil.
Selon le classement établi par l’Insee en 1999, Bossay est une commune « périphérie d'un pôle rural ».

#### Communes limitrophes
La commune compte huit communes limitrophes. Quatre sont situées dans le département d'Indre-et-Loire et quatre dans le département de l'Indre.

#### Villes les plus proches
Par la route, le village se situe à 25 km de Descartes, 25 km de Le Blanc et 30 km de Châtellerault. Le chef-lieu du département, Tours est à 83 km et Poitiers à 68 km.

### Transports et voies de communications

#### Réseau routier
La commune est desservie par les routes départementales D750, D14, D41, D50, D105 et D106. L'échangeur autoroutier le plus proche est la sortie  26 à Châtellerault Nord de l'A10 située à environ 30 km.

#### Bus
Le village n'est pas desservi par les réseaux de transport en commun.

#### Desserte ferroviaire
La gare SNCF (TGV) la plus proche est la gare de Châtellerault.

#### Voie verte
La commune est desservie par la Voie verte de Sud Touraine, reliant Tournon-Saint-Martin à Descartes (Indre-et-Loire), aménagée sur une section désaffectée de l'ancienne ligne de chemin de fer de Port-de-Piles à Argenton-sur-Creuse.

#### Sentiers de Randonnée
La commune est traversée par le sentier de grande randonnée de la Touraine du Sud et par le sentier de grande randonnée de pays de la Brenne. La municipalité a également balisé cinq sentiers de petite randonnée sur le territoire communal, 21 km pour le Circuit sud, 5,5 km pour le Circuit sud (variante 1), 6,5 km pour le Circuit nord (variante), 12 km pour le Circuit nord et 14 km pour le Circuit sud (variante 2).

### Lieux-dits, hameaux et écarts
Troisième commune d'Indre-et-Loire par sa superficie (6 556 hectares), la commune dispose d'un très grand nombre de hameaux.
Certains de ses hameaux et rues se situent en limite de la zone agglomérée de Preuilly-sur-Claise : rue des Varennes, rue de la Pointe, rue Chantereine, rue des Chicards, les Vignes Blanches...
| les Augereaux la Basse Métairie les Basses Renauderies la Bessonière Bournigal la Buttière la Caltière la Carillonnerie le Carroi des Joutes les Caves les Caves de Ris la Chalantonnerie le Château de Ris | le Château de Vinceuil Claise la Chaumette Chézelle la Clavellerie la Clouterie Colleau la Coulonnerie la Couture la Crocheterie l'Etanché la Fertauderie Foix | Fondamer la Forge de Fénil le Fourneau la Gateauderie la Gatinière la Gibauderie la Gironnerie la Gourie les Gaillards les Grandes Goupillières le Grand Vaucoulon l'Habit les Hautes-Renauderies | la Lieutenanderie l'Oisillère la Maison Neuve la Maurellerie les Minées (ou la Roulette) le Moulin de Ris le Moulin de la Roche Berland la Nauraye Neuville Petit Ris la Petite Rabaudière le Petit Chézelles le Petit Vaucoulon | le Petit Vinceuil les Petites Goupillières le Pin Piproue le Pontreau la Rabaudière la Rebocquerie les Richardières Richelieu la Rolle la Rouarie le Ruisseau les Sablières | Sainte-Catherine Sauvaget la Tartinerie la Tuilerie le Tremble Val Claise les Vignes de Sucrault Villechaise les Viollières Virfollet |
| --- | --- | --- | --- | --- | --- |

Les hameaux et écarts au sud de la Claise
| les Baronnières les Basses Sablonières Beauvais Beauvais (Cingé) les Bertaulières la Bonnerie la Bougognière le Buchet la Buchetterie | la Cabane la Chainaye la Chapelle le Château les Chauvraux Chéraulois les Chéraux Cingé la Commanderie | la Croix d'Aix la Drageonnière la Duranderie l'Etang des Mées Flée la Foi la Foresterie la Gailliennerie la Gilletterie | la Gouarie la Grange la Grange aux Moines Launay sur Fourche la Mailletterie Marchebec Massuet les Mées le Moulin de la Volette | le Paradis Petit Saint-Lifard la Phillonnerie Pièces du Buisson PiedTerteau la Poteterie la Rochepineau les Rochereaux les Sablonnières | Saint-Lifard la Soupiquerie Thouaré la Touche la Touche au Lard la Touche Bernay les Tranchants la Valtière la Vidonnière Villejésus |
| --- | --- | --- | --- | --- | --- |

### Hydrographie

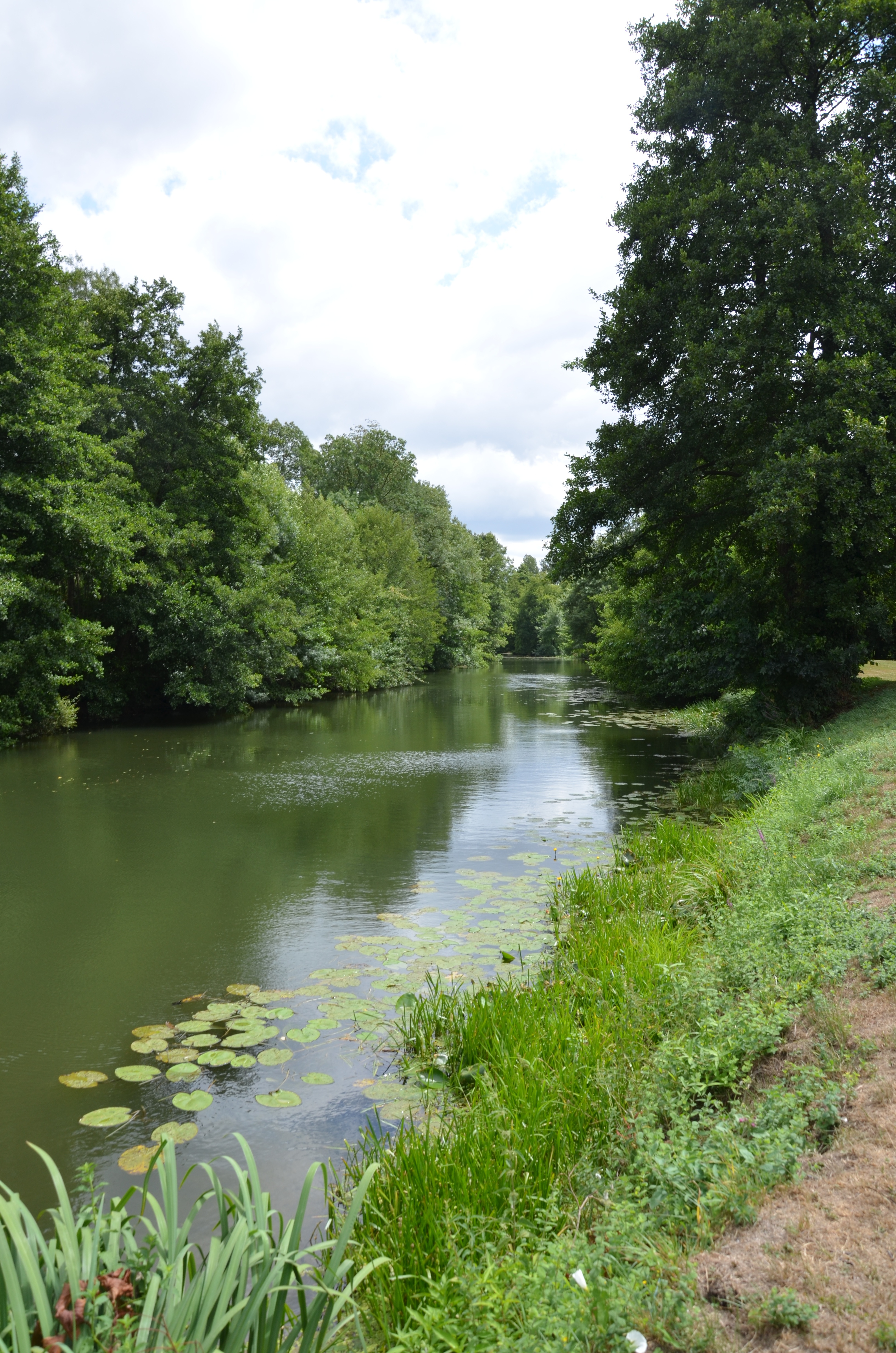
La Claise.

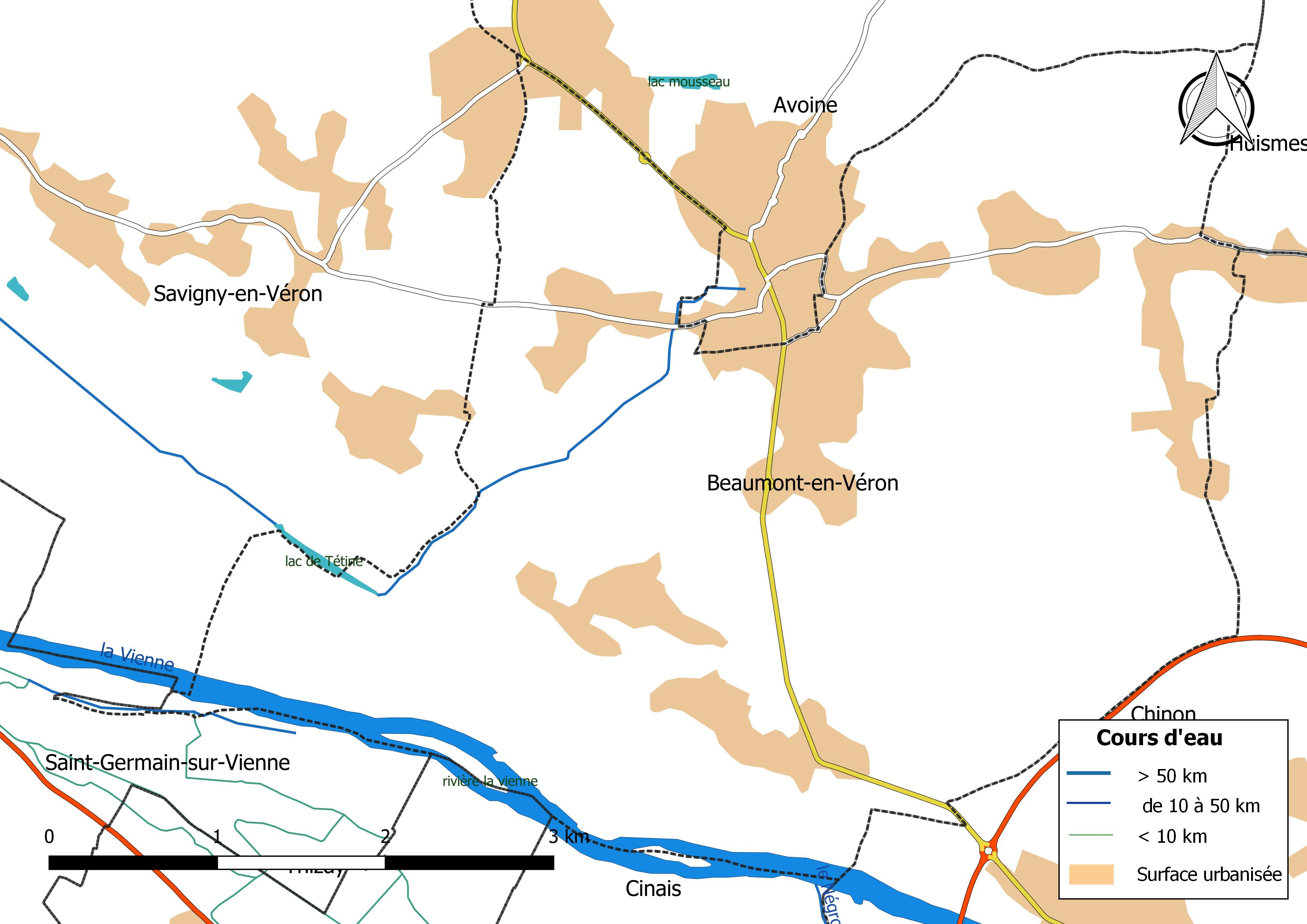
Réseau hydrographique de Beaumont-en-Véron.

La commune est bordée sur son flanc sud par la Vienne (2,86 km), qui en constitue la limite communale. Le réseau hydrographique communal, d'une longueur totale de 6,91 km, comprend en outre deux petits cours d'eau,.
La Vienne, d'une longueur totale de 363,3 km, prend sa source sur le plateau de Millevaches, dans la Creuse, à une altitude comprise entre 860 et 895 m et se jette dans la Loire à Candes-Saint-Martin, à 30 m d'altitude, après avoir traversé 96 communes. La station de Chinon permet de caractériser les paramètres hydrométriques de la Vienne. Le débit mensuel moyen (calculé sur 10 ans pour cette station) varie de 49 m3/s au mois d'août  à 352 m3/s au mois de février. Le débit instantané maximal observé sur cette station est de 1 610 m3/s le 2 juin 2016, la hauteur maximale relevée a été de 5,39 m le 4 mars 2007,.
Sur le plan piscicole, la Vienne est classée en deuxième catégorie piscicole. Le groupe biologique dominant est constitué essentiellement de poissons blancs (cyprinidés) et de carnassiers (brochet, sandre et perche).

### Climat
Pour des articles plus généraux, voir Climat du Centre-Val de Loire et Climat d'Indre-et-Loire.
En 2010, le climat de la commune est de type climat océanique dégradé des plaines du Centre et du Nord, selon une étude du CNRS s'appuyant sur une série de données couvrant la période 1971-2000. En 2020, Météo-France publie une typologie des climats de la France métropolitaine dans laquelle la commune est exposée à un climat océanique altéré et est dans la région climatique Centre et contreforts nord du Massif Central, caractérisée par un air sec en été et un bon ensoleillement.
Pour la période 1971-2000, la température annuelle moyenne est de 11,4 °C, avec une amplitude thermique annuelle de 15,1 °C. Le cumul annuel moyen de précipitations est de 712 mm, avec 11,1 jours de précipitations en janvier et 6,7 jours en juillet. Pour la période 1991-2020, la température moyenne annuelle observée sur la station météorologique de Météo-France la plus proche, sur la commune de Martizay à 7 km à vol d'oiseau, est de 12,4 °C et le cumul annuel moyen de précipitations est de 774,0 mm,. Pour l'avenir, les paramètres climatiques de la commune estimés pour 2050 selon différents scénarios d'émission de gaz à effet de serre sont consultables sur un site dédié publié par Météo-France en novembre 2022.

### Zones protégées, faune, flore
Une partie du territoire communal est classée en ZNIEFF (Zone naturelle d'intérêt écologique, faunistique et floristique). Il y a quatre zones à Bossay. Une de type II La Brenne et trois de type I, l'étang Neuf, l'étang Perrière et les Landes de la Forêt de Preuilly.
Les 1 424 hectares de bois de la commune sont répartis principalement sur deux massifs forestiers la forêt de Preuilly et le bois de Vinceuil situés au nord de la commune.

## Urbanisme

### Typologie
Au 1er janvier 2024, Bossay-sur-Claise est catégorisée commune rurale à habitat très dispersé, selon la nouvelle grille communale de densité à sept niveaux définie par l'Insee en 2022.
Elle est située hors unité urbaine et hors attraction des villes,.

### Occupation des sols
L'occupation des sols de la commune, telle qu'elle ressort de la base de données européenne d’occupation biophysique des sols Corine Land Cover (CLC), est marquée par l'importance des territoires agricoles (73,9 % en 2018), en diminution par rapport à 1990 (74,8 %). La répartition détaillée en 2018 est la suivante : 
terres arables (57,4 %), forêts (23,2 %), zones agricoles hétérogènes (9 %), prairies (7,1 %), milieux à végétation arbustive et/ou herbacée (2,1 %), zones urbanisées (0,7 %), cultures permanentes (0,4 %). L'évolution de l’occupation des sols de la commune et de ses infrastructures peut être observée sur les différentes représentations cartographiques du territoire : la carte de Cassini (XVIIIe siècle), la carte d'état-major (1820-1866) et les cartes ou photos aériennes de l'IGN pour la période actuelle (1950 à aujourd'hui).

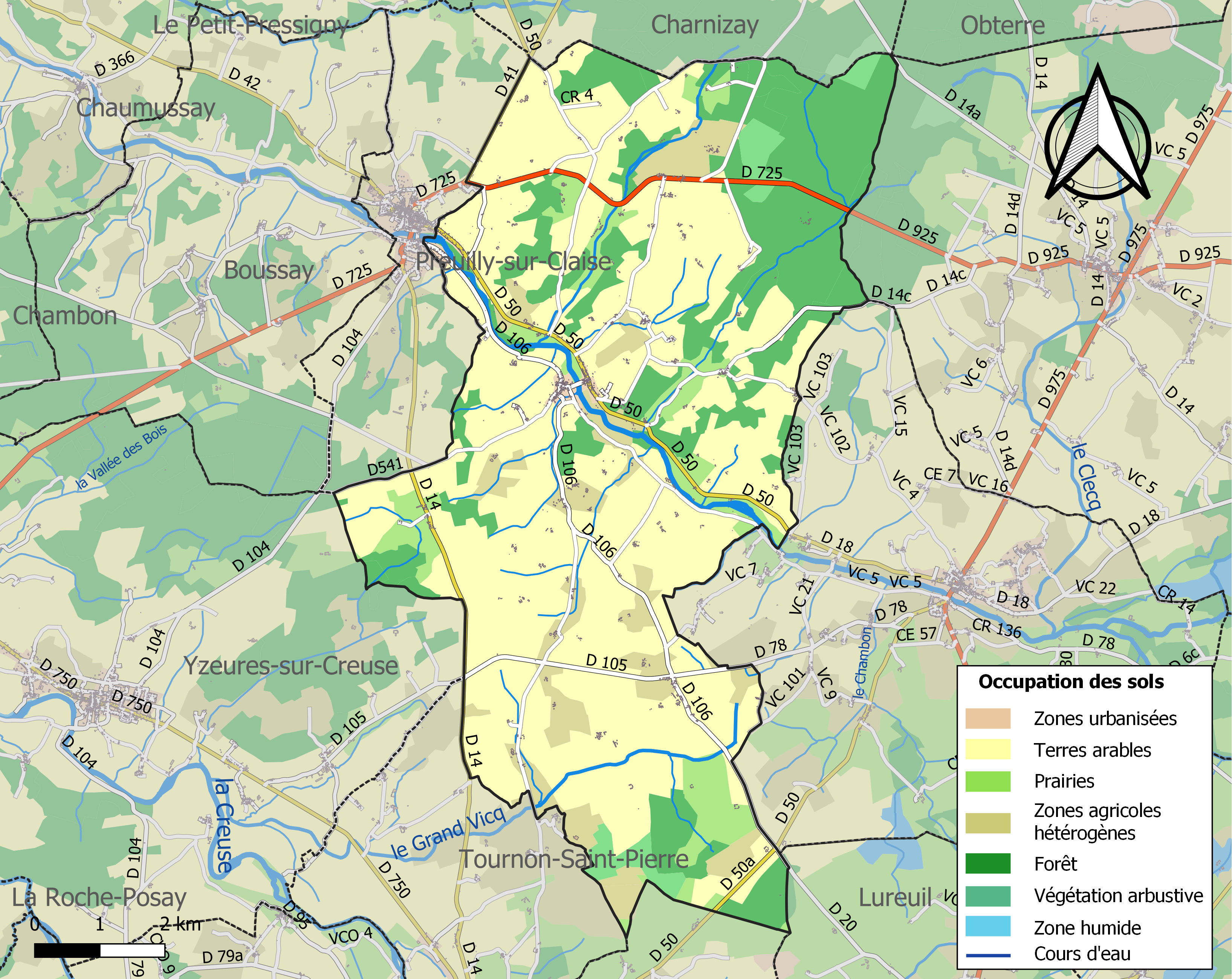
Carte des infrastructures et de l'occupation des sols de la commune en 2018 (CLC).

### Risques majeurs
Le territoire de la commune de Bossay-sur-Claise est vulnérable à différents aléas naturels : météorologiques (tempête, orage, neige, grand froid, canicule ou sécheresse), feux de forêts et séisme (sismicité faible). Un site publié par le BRGM permet d'évaluer simplement et rapidement les risques d'un bien localisé soit par son adresse soit par le numéro de sa parcelle.
Pour anticiper une remontée des risques de feux de forêt et de végétation vers le nord de la France en lien avec le dérèglement climatique, les services de l’État en région Centre-Val de Loire (DREAL, DRAAF, DDT) avec les SDIS ont réalisé en 2021 un atlas régional du risque de feux de forêt, permettant d’améliorer la connaissance sur les massifs les plus exposés. La commune, étant pour partie dans les massifs de Preuilly et de Boussay, est classée au niveau de risque 2, sur une échelle qui en comporte quatre (1 étant le niveau maximal).

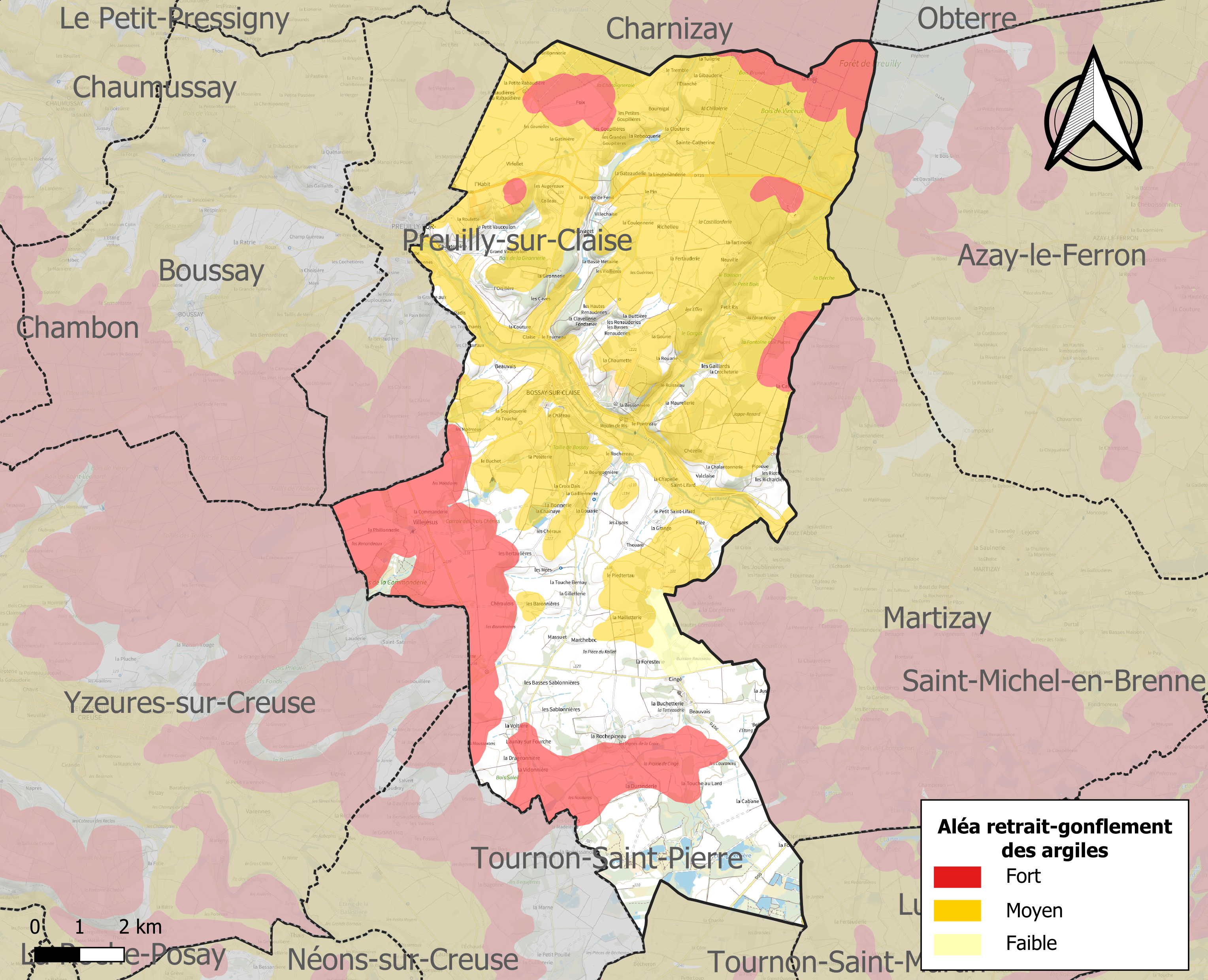
Carte des zones d'aléa retrait-gonflement des sols argileux de Bossay-sur-Claise.

Le retrait-gonflement des sols argileux est susceptible d'engendrer des dommages importants aux bâtiments en cas d’alternance de périodes de sécheresse et de pluie. 67,4 % de la superficie communale est en aléa moyen ou fort (90,2 % au niveau départemental et 48,5 % au niveau national). Sur les 601 bâtiments dénombrés sur la commune en 2019, 394 sont en aléa moyen ou fort, soit 66 %, à comparer aux 91 % au niveau départemental et 54 % au niveau national. Une cartographie de l'exposition du territoire national au retrait gonflement des sols argileux est disponible sur le site du BRGM,.
Concernant les mouvements de terrains, la commune a été reconnue en état de catastrophe naturelle au titre des dommages causés par la sécheresse en 1997, 2002, 2011, 2017 et 2018, par des mouvements de terrain en 1999 et par des éboulements et/ou chutes de blocs en 1996.

## Toponymie
Bociacum et burgus Bociaci en 1090, Ecclesia S Martini Bociaci en 1099 en référence à la paroisse Saint-Martin, Parochia de Bocayo, sive de Brocaio aux XIIIe et XIVe siècles, puis Grand-Bossé au XVIe siècle, le village devient Bossay-sur-Claise seulement en 1938.[réf. souhaitée]

## Histoire

### Préhistoire
Le site solutréen des Maîtreaux à 1,4 km au sud-ouest de Bossay est en 2008 le seul site connu à avoir livré des pigments d'hématite produits par chauffage de goethite, vieux d'environ 18 000 ans,,.
Il a également livré un niveau d'occupation badegoulien.

### Époque moderne
Le 14 janvier 1814, un  décret impérial supprime la commune de Saint-Michel-du-Bois, et la rattache principalement à celle de Preuilly. Certains hameaux de cette ancienne commune sont cependant attribués à d'autres localités ; ainsi des hameaux de la Tuilerie, les Mondains, Villejesus, la Commanderie, la Philonnerie, la Gagnetterie et Foix, qui se voient rattachés à Bossay.

## Politique et administration

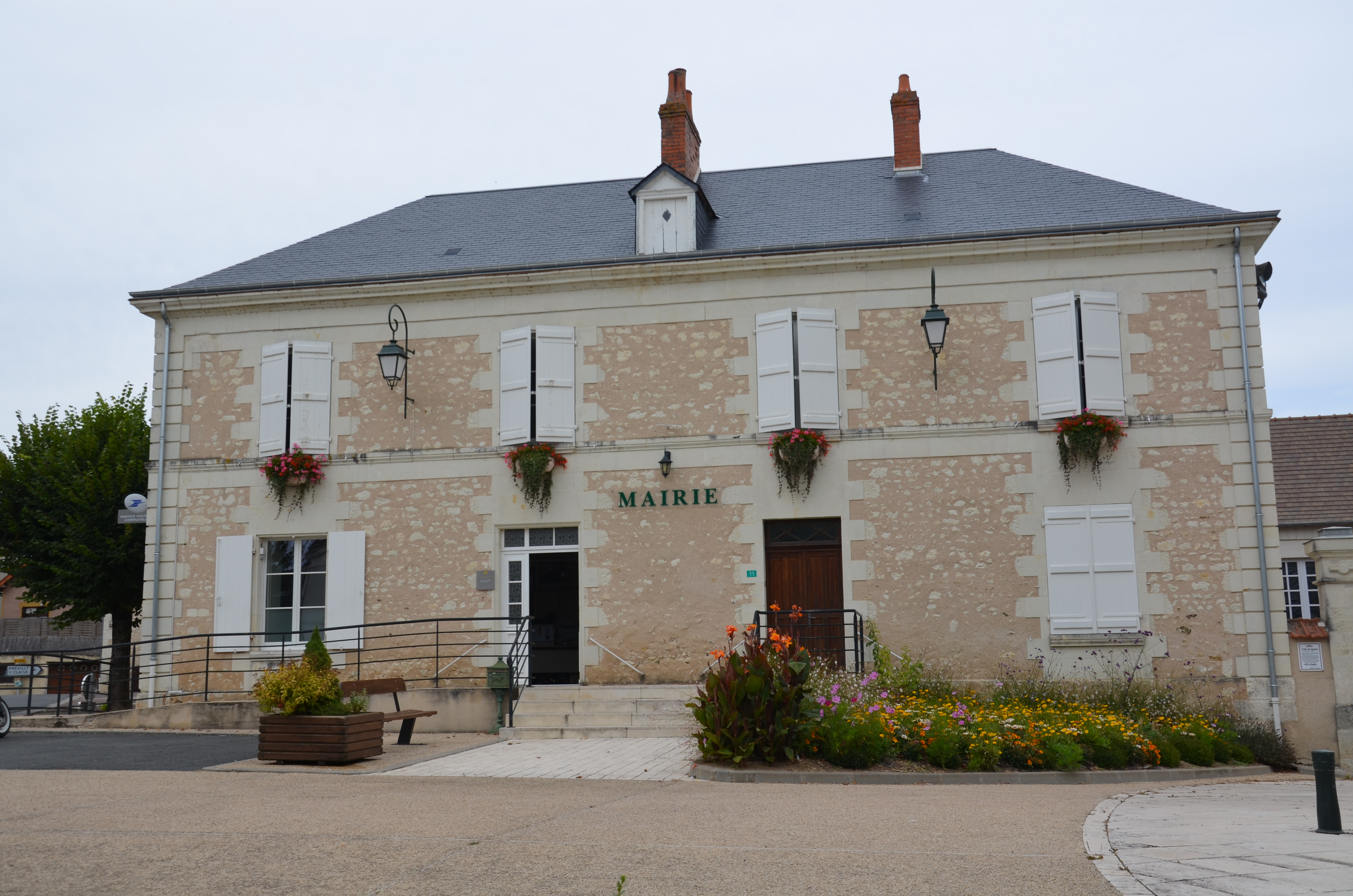
Mairie.

### Municipalité
| Période                                  | Période  | Identité     | Étiquette | Qualité              |
| ---------------------------------------- | -------- | ------------ | --------- | -------------------- |
| mars 2008                                | 2020     | Jean Bois    | DVD       | Agriculteur retraité |
| 2020                                     | En cours | Alain Guérin |           |                      |
| Les données manquantes sont à compléter. |          |              |           |                      |

### Intercommunalité
Bossay-sur-Claise fait partie de la communauté de communes de la Touraine du Sud qui regroupe 21 communes situées dans la pointe sud de la Touraine entre le Poitou et le Berry. Créée le 14 décembre 2000, elle comprenait 15 624 habitants en 2007 pour une superficie de 639,39 km², soit une densité de 24 habitants au km2.

### Fiscalité
| Taxe                                                | Taux appliqué (part communale) | Recettes dégagées en 2009 et en € |
| --------------------------------------------------- | ------------------------------ | --------------------------------- |
| Taxe d'habitation (TH)                              | 11,71 %                        | 85 000                            |
| Taxe foncière sur les propriétés bâties (TFPB)      | 18,72 %                        | 89 000                            |
| Taxe foncière sur les propriétés non bâties (TFPNB) | 34,75 %                        | 64 000                            |
| Taxe professionnelle (TP)                           | 0,00 %                         | 0                                 |

Le taux de la taxe professionnelle est de 0 car elle est totalement transférée à l'intercommunalité. Son taux est actuellement de 13,02 %. Cette fiscalité est supérieure à la moyenne départementale pour les communes de population équivalente (communes de 500 à 2 000 habitants) à l'exception de la taxe foncière sur les propriétés non bâties. Ces taux sont en moyenne de 11,07 %, 15,42 % et 45,06 %.

### Budget de la commune
En 2010, le budget de la commune s'élevait à 652 000 € et son endettement à 202 000 €.
| Évolution de l'endettement (en milliers d’€) : | Évolution des dépenses d’équipement (en milliers d’€) : |

### Jumelages
Bossay-sur-Claise n'a pas développé d'associations de jumelage.

## Population et société

### Démographie

#### Évolution démographique
L'évolution du nombre d'habitants est connue à travers les recensements de la population effectués dans la commune depuis 1793. Pour les communes de moins de 10 000 habitants, une enquête de recensement portant sur toute la population est réalisée tous les cinq ans, les populations de référence des années intermédiaires étant quant à elles estimées par interpolation ou extrapolation. Pour la commune, le premier recensement exhaustif entrant dans le cadre du nouveau dispositif a été réalisé en 2008.

En 2022, la commune comptait 729 habitants, en évolution de −4,46 % par rapport à 2016 (Indre-et-Loire : +1,67 %, France hors Mayotte : +2,11 %).
| 1793  | 1800  | 1806  | 1821  | 1831  | 1836  | 1841  | 1846  | 1851  |
| ----- | ----- | ----- | ----- | ----- | ----- | ----- | ----- | ----- |
| 1 574 | 1 570 | 1 551 | 1 756 | 1 691 | 1 797 | 1 850 | 1 833 | 1 693 |

| 1856  | 1861  | 1866  | 1872  | 1876  | 1881  | 1886  | 1891  | 1896  |
| ----- | ----- | ----- | ----- | ----- | ----- | ----- | ----- | ----- |
| 1 796 | 1 763 | 1 700 | 1 638 | 1 615 | 1 658 | 1 680 | 1 635 | 1 626 |

| 1901  | 1906  | 1911  | 1921  | 1926  | 1931  | 1936  | 1946  | 1954  |
| ----- | ----- | ----- | ----- | ----- | ----- | ----- | ----- | ----- |
| 1 700 | 1 647 | 1 592 | 1 442 | 1 477 | 1 484 | 1 441 | 1 435 | 1 339 |

| 1962  | 1968  | 1975  | 1982 | 1990 | 1999 | 2006 | 2008 | 2013 |
| ----- | ----- | ----- | ---- | ---- | ---- | ---- | ---- | ---- |
| 1 276 | 1 192 | 1 038 | 915  | 867  | 787  | 818  | 827  | 781  |

| 2018 | 2022 | - | - | - | - | - | - | - |
| ---- | ---- | - | - | - | - | - | - | - |
| 752  | 729  | - | - | - | - | - | - | - |

#### Pyramide des âges
La population de la commune est relativement âgée.
En 2018, le taux de personnes d'un âge inférieur à 30 ans s'élève à 22,1 %, soit en dessous de la moyenne départementale (34,9 %). À l'inverse, le taux de personnes d'âge supérieur à 60 ans est de 43,1 % la même année, alors qu'il est de 27,8 % au niveau départemental.
En 2018, la commune comptait 367 hommes pour 385 femmes, soit un taux de 51,2 % de femmes, légèrement inférieur au taux départemental (51,91 %).
Les pyramides des âges de la commune et du département s'établissent comme suit.
| Hommes | Classe d’âge | Femmes |
| ------ | ------------ | ------ |
| 2,2    | 90 ou +      | 2,9    |
| 11,4   | 75-89 ans    | 15,1   |
| 28,9   | 60-74 ans    | 25,7   |
| 22,6   | 45-59 ans    | 23,1   |
| 11,4   | 30-44 ans    | 12,5   |
| 12,0   | 15-29 ans    | 10,4   |
| 11,4   | 0-14 ans     | 10,4   |

| Hommes | Classe d’âge | Femmes |
| ------ | ------------ | ------ |
| 0,9    | 90 ou +      | 2,2    |
| 7,9    | 75-89 ans    | 10,2   |
| 17,3   | 60-74 ans    | 18,1   |
| 19,8   | 45-59 ans    | 19,1   |
| 17,9   | 30-44 ans    | 17,2   |
| 18,5   | 15-29 ans    | 17,5   |
| 17,6   | 0-14 ans     | 15,6   |

### Enseignement
La commune possède une école élémentaire publique qui relève de l'académie d'Orléans-Tours.
Le village est sectorisé sur le collège Gaston-Defferre de Preuilly-sur-Claise situé à 5 km à l'ouest et le lycée général Pasteur au Blanc, situé à environ 30 km au sud-est.

### Santé
Il n'y a pas d'offre de soins sur la commune.
Les hôpitaux et les cliniques sont à Châtellerault et Le Blanc.
Les médecins sont à Preuilly-sur-Claise, Yzeures-sur-Creuse, Martizay et Tournon-Saint-Martin.
Les pharmacies sont présentes à Preuilly-sur-Claise et Yzeures-sur-Creuse.
Les dentistes sont à Preuilly-sur-Claise et La Roche-Posay.
Pour les animaux, la clinique vétérinaire la plus proche est à Yzeures-sur-Creuse.

### Sécurité
La commune dépend de la brigade de gendarmerie de Preuilly sur Claise.
Elle dépend du Centre d'Incendie et de Secours de Preuilly-sur-Claise.

### Services publics

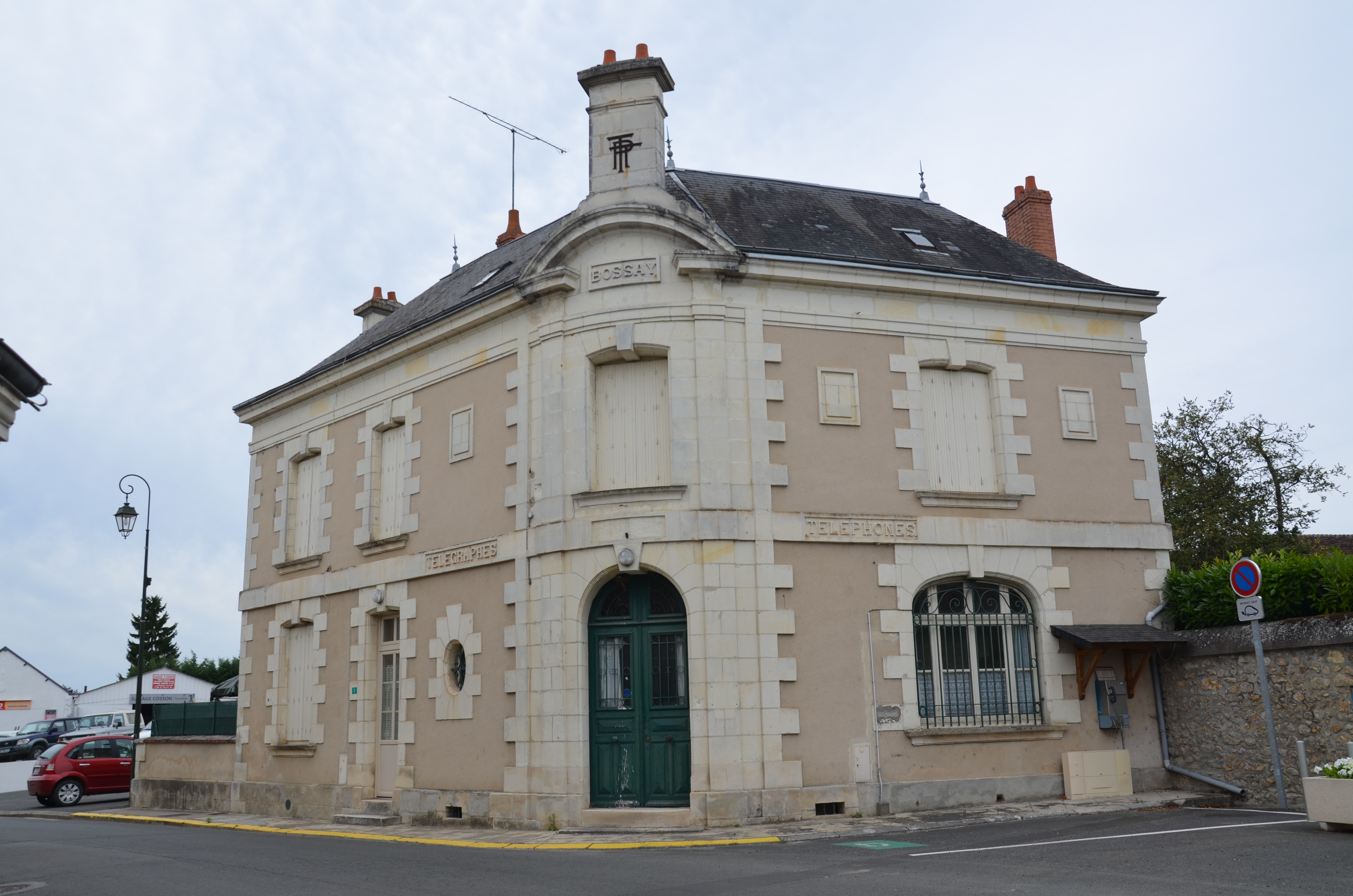
Bâtiment des PTT.

Dans le bourg sont situées la mairie et le point Poste commerçant.

### Sports
Le village possède le stade du Ris consacré au football et utilisé par l' Union Sportive Yzeures-Preuilly. Également présent sur le territoire communal, un plateau sportif comportant un terrain de basket-ball, un terrain de pétanque et servant pour l'EPS. Enfin, un centre équestre privé propose une découverte de l'équitation.

### Cultes
Bossay-sur-Claise dispose d'un seul lieu de culte (culte catholique) : l'église Saint-Martin. Elle fait partie de la paroisse du Pays de Preuilly qui relève du doyenné de Loches et du diocèse de Tours.

### Vie associative
La ville possède un club de cyclisme : le Cyclosport Val de Claise. Club UFOLEP
Le président actuel est M. Pierre Méthais.
Le club organise chaque année une course.
Les Anciens d'AFN ont une section et organisent des manifestations chaque année.
Dans le passé, il y avait un club de tennis de table, l’Éveil Pongiste de Bossay-sur-Claise fondé par des jeunes de la commune qui donnaient des cours d'initiation aux deux écoles dans la commune.
Il y a également une chorale et un club de théâtre. Une kermesse est organisée chaque année.
L'Association de Préhistoire et d'Archéologie de Bossay-sur-Claise (APAB) gère un musée situé 4 rue du Bois Rouge. Ce musée contient 800 pièces lithiques couvrant la préhistoire de -400.000 à -3.000 ans. Car le territoire de la commune est fort bien pourvu en silex de grande qualité pour la taille et il a été visité tout au long de la préhistoire. Ce musée est bien présenté de manière simple et pédagogique. L'APAB publie un bulletin annuel de bonne tenue scientifique - 16 bulletins ont déjà été édités. Une conférence est organisée tous les ans à l'occasion de son assemblée générale, réunissant de nombreux experts pour traiter des sujets historiques et techniques. Le siège de l'association se situe à Bossay-sur-Claise.

### Médias
La commune reçoit la chaîne de télévision locale France 3 Paris Île-de-France Centre. Le quotidien La Nouvelle République relate les informations locales dans son édition Indre-et-Loire (Touraine Est) ainsi que l'hebdomadaire La Renaissance Lochoise.

## Économie

### Secteur Primaire
La commune se trouve dans l'aire géographique et dans la zone de production du lait, de fabrication et d'affinage du fromage Valençay.

## Culture locale et patrimoine

### Lieux et monuments

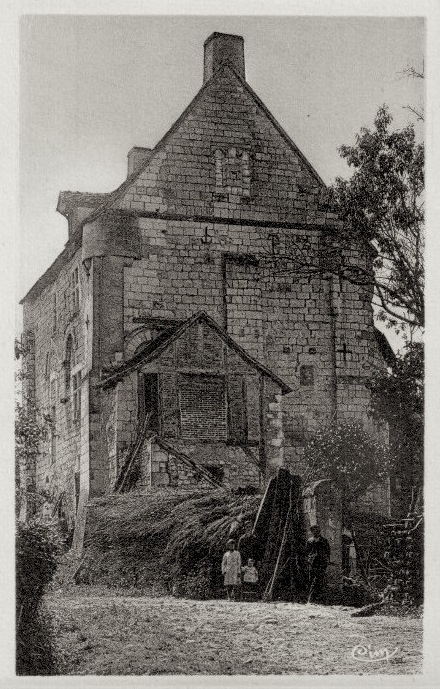
Château féodal.

#### Vestiges préhistoriques et antiques
- Stations paléolithiques.
- Vestiges gallo-romains.

#### Architecture civile

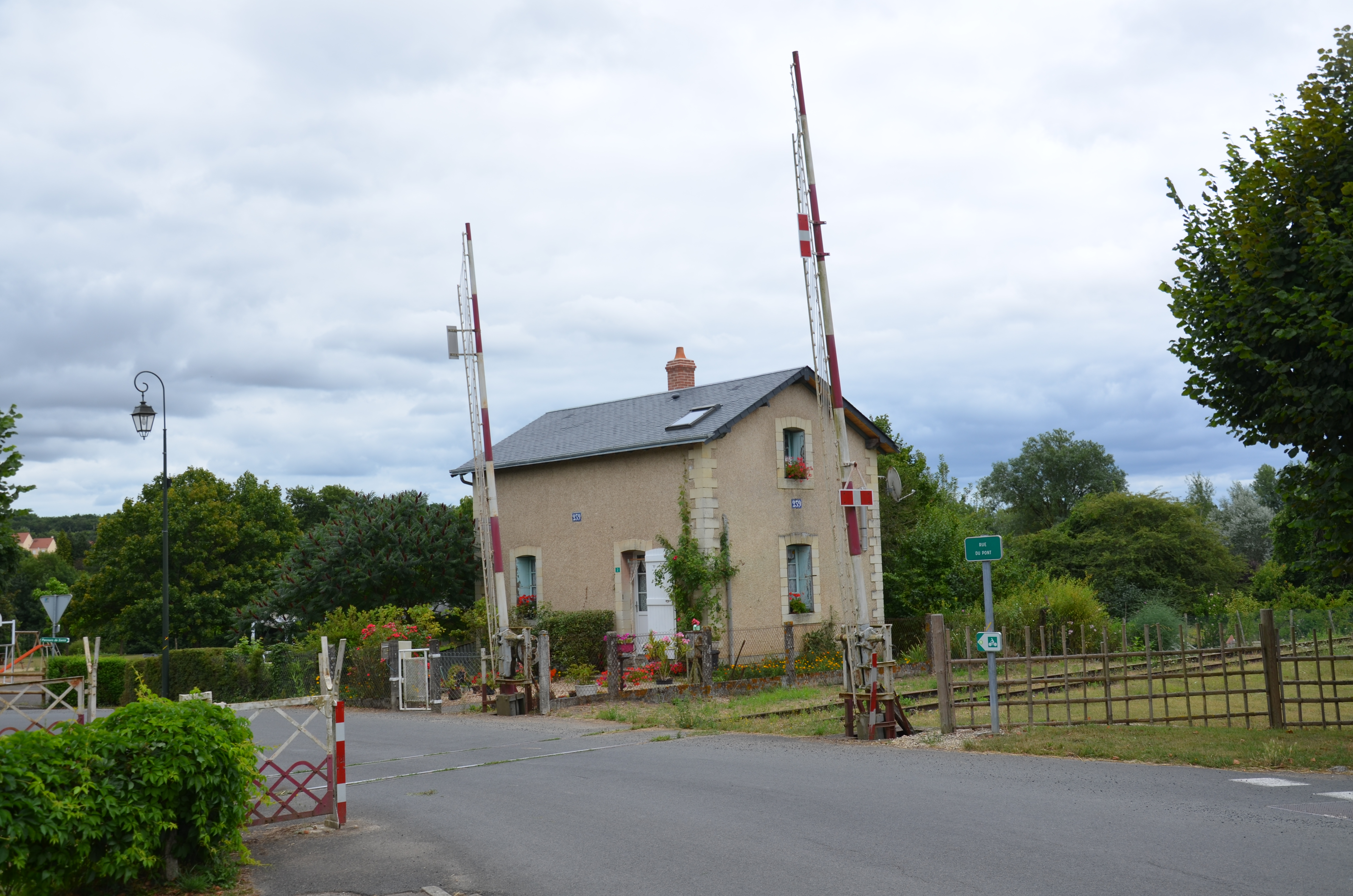
Ancienne maison de garde-barrière à Bossay-sur-Claise (sur la ligne désaffectée de Port-de-Piles à Argenton-sur-Creuse).

- Château féodal avec donjon carré du dernier tiers du XIIe siècle et remanié au XVe siècle (Inscrit Monument Historique). Il se compose de deux pièces au rez-de-chaussée et d'une salle à l'étage, accessibles par un escalier en vis du XVe siècle, surmonté par une grand comble. Remanié par la suite, de nombreux vestiges dans les maçonneries permettent de suivre l'évolution du bâtiment et de restituer les dispositions d'origines[54].
- Château de Ris du XVe siècle, restauré en 1850 (https://chateauderys.com/).
- Château de Cingé, XIIe et XVIIe siècles, ancienne chapelle castrale de 1624 (grange).
- Château de Vinceuil, XIXe siècle.
- Fontaine Saint-Fiacre et lavoir.

#### Architecture sacrée
- Église Saint-Martin (XIIe siècle et remaniée en 1883, Monument historique).
- Commanderie de Villejésus.
- Ancienne chapelle de Saint-Lifard XVIe siècle.
- Ancienne chapelle castrale du château de Cingé 1624 (reconvertie en grange).

### Personnalités liées à la commune
- Émile Georget (1881-1960), coureur cycliste, notamment troisième des Tours de France 1907 et 1911, est né sur la commune.
- Jacques Lucan (1947-2023), architecte, historien, critique et professeur d'architecture français est né sur la commune.

### Héraldique
|  | Les armoiries de Bossay-sur-Claise se blasonnent ainsi : Écartelé : au 1er de sable au manteau de saint Martin de gueules mouvant de tous les bords de la partition, fendu par une épée basse d'argent, garnie d'or, posée en barre et mouvant de la pointe, à la crosse contournée d'or, mouvant de la pointe, posée en bande et brochant sur le tout, au 2e d'azur à la bêche d'argent, posée en barre, mouvant du chef, le fer en bas, à la cruche d'or, versée en barre, brochant sur le manche de la bêche et de l'ouverture de laquelle s'écoulent des ondes d'argent en pal, au 3e d'azur à quatre outils préhistoriques d'or et un d'argent sans ordre, au 4e de gueules à la roue de moulin d'argent, les pales d'or, le moyeu de sable, brochant sur une rivière d'argent. Création Michel Claveau. |